# Greatest Hits (álbum de Debbie Gibson)
Greatest Hits (Atlantic LP 82624) es el primer álbum recopilatorio de la cantante estadounidense Debbie Gibson, y el último por Atlantic Records. Fue lanzado en septiembre de 1995.

## Listado de canciones
1. "Only in My Dreams" (LP Version) 3:55
2. "Electric Youth" 04:55
3. "Foolish Beat" 4:25
4. "Anything Is Possible" 3:44
5. "Staying Together" 4:07
6. "Lost in Your Eyes" 3:34
7. "Shake Your Love" 3:44
8. "No More Rhyme" 4:13
9. "Out of the Blue
10. "Only in My Dreams" (Club Mix extendido) 5:50
11. "Shake Your Love" (Vocal/Club Mix) 5:56
12. "Losin' Myself" (12 Masters At Work Version) 5:47
13. "Without You" (Japanese version only AMCY-900)
14. "Eyes of th Child" (Japanese version AMCY-900)

NOTE: Track 10 of this album is a completely different mix from Track 1 of DM 86744 (see also Only in My Dreams) from 1986.

All songs written by Deborah Gibson - Music Sales Corp., ASCAP except:
4. (Deborah Gibson/Lamont Dozier) Music Sales Corp., ASCAP/Beau-Di-O-Do Music/Warner-Tamerlane Pub. Corp., BMI;
12. (Deborah Gibson/Carl Sturken/Evan Rogers) Music Sales Corp., ASCAP/Bayjun Beat Music/Warner-Tamerlane Pub. Corp./Could Be Music, BMI.
- Datos: Q5601114